# Ludwig Erhard
Ludwig Erhard GCSE (Fürth, 4 de Fevereiro de 1897 — Bona, 5 de Maio de 1977) foi um político e economista alemão, tendo ocupado o cargo de Bundeskanzler (chanceler federal, posto equivalente a primeiro-ministro da República Federal da Alemanha de 16 de Outubro de 1963 até 1 de Dezembro de 1966.

## Biografia
Entre 1913 e 1916 Erhard foi um aprendiz comercial, após essa fase, trabalhou como vendedor na loja de cortinas de seu pai.
Ele ingressou no exército alemão em 1916 durante a Primeira Guerra Mundial, lutou na Romênia e foi seriamente ferido próximo a Ypres, em 1918. Erhard não pôde mais trabalhar com cortinas, e começou a estudar economia, primeiro na Universidade de Erlangen-Nuremberg, e depois na Universidade Johann Wolfgang Goethe, em Frankfurt am Main. Ele recebeu de Franz Oppenheimer seu PhD em 1925.
Durante seu período em Frankfurt ele casou-se com Luise Schuster. Após formar-se, eles mudaram para Fürth, e ele se tornou executivo na empresa de seu pai em 1925. Após três anos ele se tornou assistente no Institut für Wirtschaftsbeobachtung der deutschen Fertigware, uma instituição de pesquisa em marketing. Posteriormente ele se tornou diretor do instituto.
Devido aos seus ferimentos, Erhard não teve que voltar para o exército durante a Segunda Guerra Mundial. Ao invés disso, ele trabalhou em conceitos para uma paz após a guerra; entretanto seus estudos foram proibidos pelos nazistas, que declararam guerra total. Como resultado, Erhard perdeu seu emprego em 1942 mas continuou a trabalhar sobre o tema em particular. Em 1944 ele escreveu Finanças de Guerra e Consolidação de Dívida (original: Kriegsfinanzierung und Schuldenkonsolidierung). Neste estudo ele partiu da ideia de que a Alemanha já tinha perdido a guerra. Ele enviou suas reflexões para Carl Friedrich Goerdeler, figura central da resistência alemã contra o governo nazista, que o recomendou a seus camaradas.
Após o fim da guerra Erhard tornou-se consultor econômico para a administração norte-americana na Baviera que o indicou para ministro da Economia no gabinete bávaro de Wilhelm Hoegner. Depois que as administrações americana e britânica criaram a bi-zona, Erhard tornou-se diretor do Sonderstelle Geld und Kredit, uma comissão de especialistas que preparava a reforma monetária, em 1947.
Em 1948 ele foi eleito Diretor de Economia pelo Conselho Econômico Bizonal. A 20 de junho de 1948 foi introduzido o marco alemão. Erhard aboliu as políticas de fixação de preços e de controle da produção que foram tomadas pela administração militar. Isto excedia sua autoridade, mas ele teve sucesso com este passo corajoso. O ex-diretor do Federal Reserve Bank norte-americano Alan Greenspan dá muito crédito às contribuições de Erhard para a liberação dos mercados de produtos e financeiros na Europa em 1948. Greenspan afirma no livro The Age of Turbulence que as políticas econômicas de Ernhard foram muito melhores para a recuperação europeia no pós-guerra do que o Plano Marshall.
Em 1949 ele disputou eleição em um distrito eleitoral em  Baden-Württemberg para o primeiro parlamento da Alemanha Ocidental após a guerra, e ganhou um mandato eletivo. Possivelmente no final  daquele ano ele ingressou na União Democrática Cristã da Alemanha (CDU), apesar deste fato não ser confirmado pelos biógrafos de Erhard. Em setembro, ele foi indicado ministro da Economia no primeiro gabinete de Konrad Adenauer. A CDU tornou o seu conceito de economia social de mercado uma parte de sua plataforma partidária.
Professor Doutor, a 29 de Maio de 1961 foi agraciado com a Grã-Cruz da Ordem Militar de Sant'Iago da Espada.
Após a renúncia de Adenauer em 1963, Erhard foi eleito chanceler com 279 votos a favor e 180 contrários, a 16 de outubro. Em 1965 ele foi reeleito. De 1965 a 1967, ele também presidiu a CDU.
Em 26 de outubro de 1966 o ministro Walter Scheel (do Partido Democrático Livre, cuja sigla em alemão é FDP) renunciou, em protesto contra o orçamento apresentado no dia anterior. Outros ministros que eram membros do FDP seguiram seu exemplo, e a coalizão de governo foi rompida. A 1 de dezembro, Erhard renunciou. Seu sucessor foi Kurt Georg Kiesinger (CDU), que liderou uma grande coalizão.
Erhard continuou seu trabalho político tornando-se membro do parlamento da Alemanha Ocidental até sua morte em Bonn a 5 de maio de 1977. Ele foi enterrado em Gmund, próximo ao Tegernsee. Os colégios profissionalizantes Ludwig Erhard-Berufsschule em Paderborn e Münster receberam este nome em sua homenagem.